# 다마가와정 (야마구치현)
다마가와정(田万川町)은 야마구치현의 최북동단, 돗토리현과 야마구치현과 경계에 있던 정이며, 아부군에 속했다.
2005년 3월 6일 하기시, 가와카미촌, 스사정, 무쓰미촌, 아사히촌, 후쿠에촌과 합병해 새로운 하기시가 되어 소멸하였다. 
경제권은 인접한 마스다시에 속한다.

## 역사
- 1955년 4월 1일 - 에사키정, 오가와촌이 합병해 성립하였다.
- 2005년 3월 6일 - 하기시, 가와카미촌, 스사정, 무쓰미촌, 아사히촌, 후쿠에촌과 합병해 새로운 하기시가 성립하였다. 동일 다마가와정은 폐지되었다.

## 교통

### 철도
- 서일본 여객철도 산인 본선

### 도로
- 국도 제191호선 (일본)(일본어판)